# Russische Orthodoxe Autonome Kirche

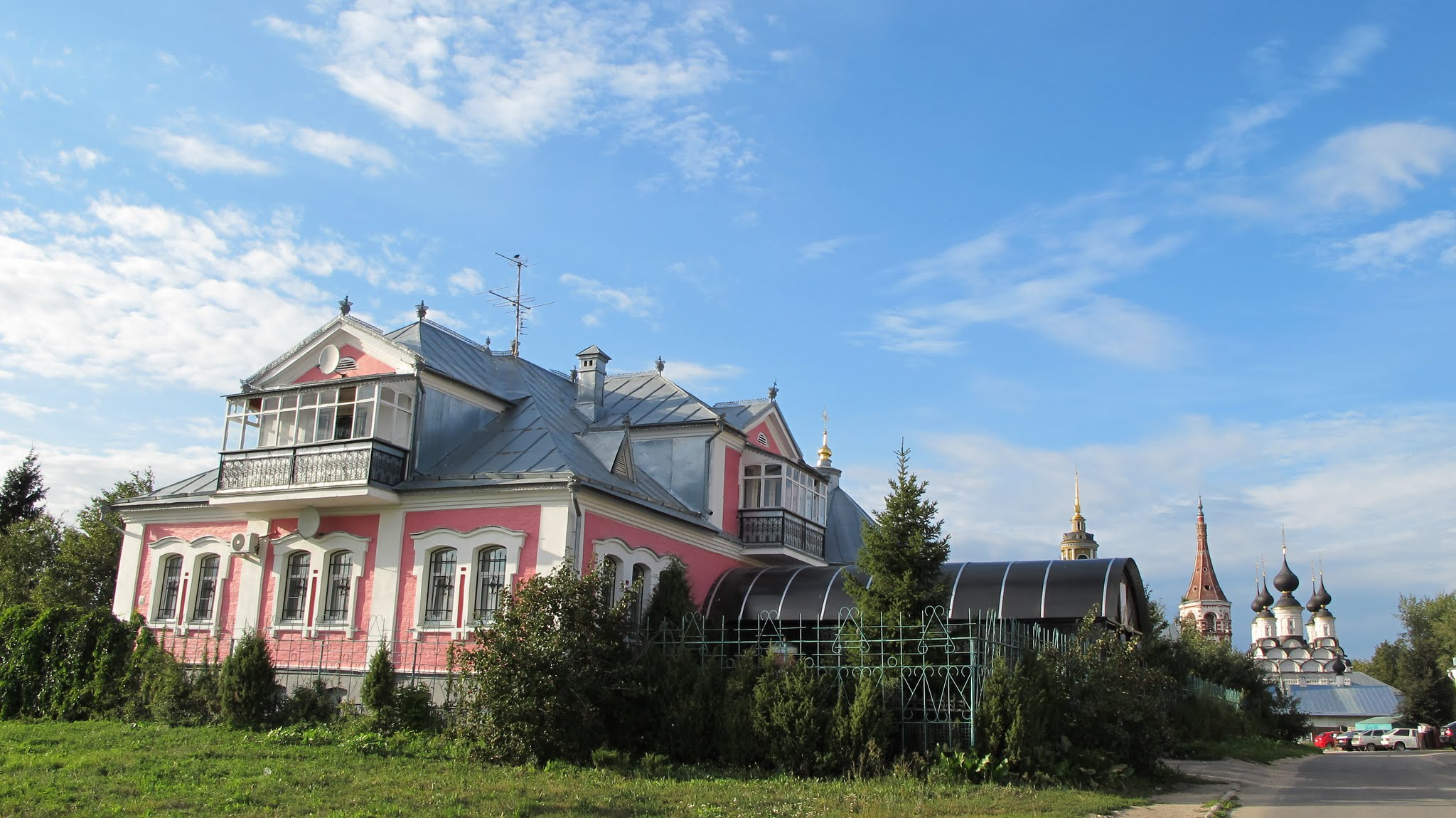
Das Gebäude der Bischofssynode von ROAK mit der Domkirche zu Ehren der Iberischen Ikone der Mutter Gottes in Susdal

Die Russische Orthodoxe Autonome Kirche (russisch Российская православная автономная церковь) ist eine orthodoxe Kirche in Russland und anderen Ländern. Sie wird von anderen orthodoxen Kirchen nicht als kanonisch anerkannt.

## Strukturen

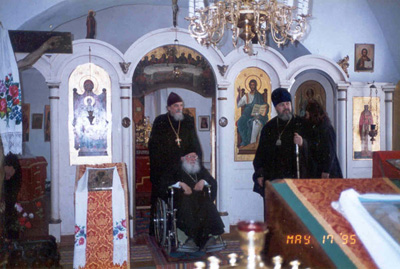
Bischöfe Walentin und Grigori in Susdal, 1995

Die Kirche besteht aus fünf Erzeparchien und fünf Eparchien in Russland, Litauen, Georgien und Gemeinden in weiteren Ländern. Sie hatte 2009 90 Gemeinden und 60 Priester. Sie wird vom Metropoliten von Susdal und Wladimir geleitet.

## Geschichte

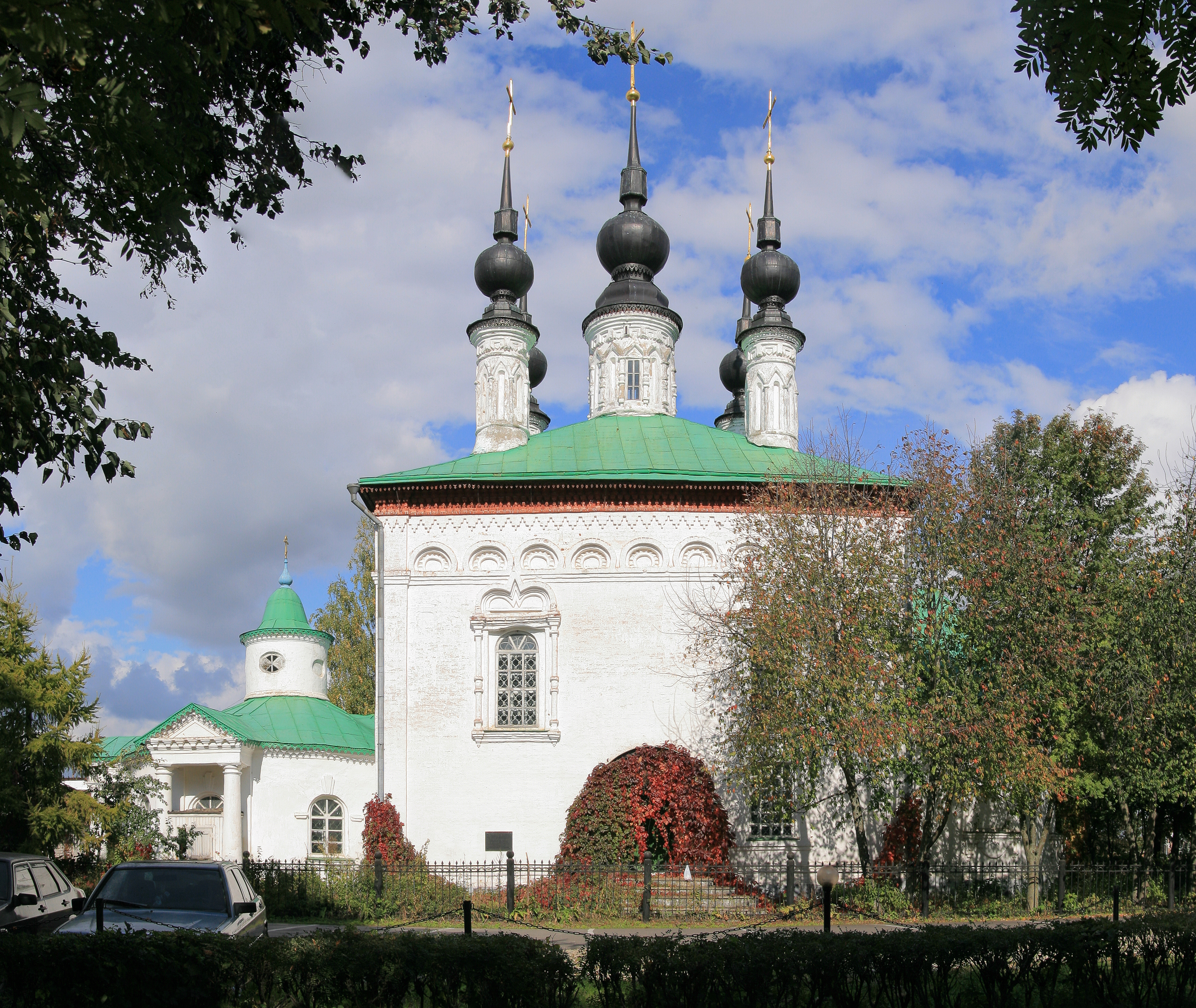
Kirche St. Konstantin und Helena in Susdal, Kathedrale (1990–2009)

1990 gründete Archimandrit Walentin eine Russische Orthodoxe Freie Kirche mit einigen Gemeinden in Susdal und Umgebung. Die Russische Orthodoxe Kirche im Ausland nahm die neue Kirche auf und ernannte Walentin zum Bischof von Susdal. Es schlossen sich weitere Gemeinden in verschiedenen Teilen Russlands an, 1992 auch einige Gemeinden der ehemaligen Katakombenkirche.
1993 verließen Bischof Walentin und Erzbischof Lasar die Russische Orthodoxe Kirche im Ausland und bildeten 1994 eine unabhängige
Zeitliche Höhere Leitung der Russischen Orthodoxen Freien Kirche. Sie weihten drei neue Bischöfe. 1995 verließ Erzbischof Lasar die Kirche wieder. 1996 hatte die Kirche sechs Bischöfe und etwa 150 Gemeinden.
1998 wurde sie in Russische Orthodoxe Autonome Kirche  umbenannt, bei einer offiziellen Registrierung auf Vorschlag der Registrierungsbehörde.
2002 wurde Bischof Valentin von einem Gericht in Susdal wegen sexuellem Missbrauch Minderjähriger verurteilt. 2004 bildete sich eine Russische Orthodoxe Autonome Kirche in Amerika. 2006 verließen die meisten Gemeinden außerhalb des Gebietes der ehemaligen Sowjetunion die Kirche wegen schlechter Amtsführung von Erzbischof Walentin.
In den folgenden Jahren verließen einige weitere Geistliche und Gemeinden die Kirche. 2012 starb Metropolit Walentin. 2014 schloss sich eine Gemeinde in Italien der Kirche an, 2016 eine Gemeinde in Bosnien-Herzegowina.